# Anacaena lutescens
Anacaena lutescens är en skalbaggsart som först beskrevs av Stephens 1829.  Anacaena lutescens ingår i släktet Anacaena och familjen palpbaggar. Arten är reproducerande i Sverige. Inga underarter finns listade i Catalogue of Life.